# مقاطعة شينيكتادي (نيويورك)
مقاطعة شينيكتادي (بالإنجليزية: Schenectady County)‏ هي إحدى المقاطعات في ولاية نيويورك في الولايات المتحدة الأمريكية.